# الظهيرة (فرع العدين)

تعديل مصدري - تعديل

الظهيرة محلة تابعة لقرية القحافيز، التابعة لعزلة الوزيرة بمديرية فرع العدين إحدى مديريات محافظة إب في الجمهورية اليمنية، بلغ تعداد سكانها 118 حسب تعداد اليمن لعام 2004.